# Shogun (titel)

Minamoto no Yoritomo, de eerste shogun van het Kamakura-shogunaat (1192-1199).

Shogun  (Japans: 将軍)  ook sjogoen of sjogun is de afkorting van de titel Seii Taishōgun (Japans: 征夷大将軍). Dit betekent 'legerleider die de barbaren verslaat' en was oorspronkelijk de titel voor een Japans opperbevelhebber. De shogun had gedurende de Heianperiode (794-1185) de taak om de Emishi, volgens de Japanners 'barbaren', te bestrijden. Deze traditie leefde later voort in de naam bakufu voor de hofhouding van de shogun; bakufu betekent zoiets als 'tent-regering'.
Eind 12e eeuw kreeg Minamoto no Yoritomo, de leider van de machtige familie Minamoto, deze titel. Hij zorgde ervoor dat er in elke provincie een afgevaardigde van de shogun was. Officieel had Yoritomo als shogun slechts de controle over de militaire aspecten van de Japanse samenleving, maar de facto werd hij de heerser van Japan, de tennō (de Japanse naam voor de keizer) regeerde enkel nog in naam.
Yoritomo's zoons volgden hem op, maar hierna stierf zijn familie uit. De Hojo-familie, de familie van Minamoto's echtgenote, kregen als regenten (Shikken) voor de shogun (meestal jonge mannen uit hoge adellijke families in Kyoto) de macht in handen. Ze regeerden vanuit Kamakura, en deze periode heet dan ook wel de Kamakuraperiode.
Na de staatsgreep van Go-Daigo kwam het shogunaat in handen van Ashikaga Takauji en zijn opvolgers, de Ashikaga-familie (1336-1573). De macht van de shogun was echter in deze periode veel minder: de lokale heersers, later daimyō geheten, werden steeds machtiger, en de macht van de eerste Ashikaga berustte voornamelijk op hun contacten met deze daimyō. Later verdween het centrale gezag in Japan geheel, en hoewel de Ashikaga tot 1573 shogun bleven, was hun positie in de laatste eeuw slechts een papieren macht.
In 1600 werd Japan, na de Slag bij Sekigahara, herenigd. In 1603 werd de nieuwe sterke man, Tokugawa Ieyasu, shogun en dit was het begin van het 265 jaar durend Tokugawa-shogunaat. In deze tijd was de shogun feitelijk alleenheerser van het land. De keizer zat in een soort 'gouden gevangenschap' in zijn hof in Kyoto, zonder enige macht, en de shogun in Edo regeerde het land. De Tokugawaperiode in de Japanse geschiedenis staat ook bekend als de Edoperiode.
In 1868 volgde de Meiji-restauratie. De modernisering van Japan stond hierbij voorop. De laatste shogun, Tokugawa Yoshinobu, nam onder zware druk van de Tōzama daimyō van Satsuma, Chōshu en Tosa afstand van de shogunale macht en titel. Onder de strijdkreet sonnō jōi, hetgeen 'vereer de keizer, verdrijf de barbaren' betekent, werd de keizer de heerser van Japan, hoewel ook nu meer in naam dan in werkelijkheid. Het shogunaat werd afgeschaft.